# Concejo Regional Meguido
El Concejo Regional de Meguido (en hebreo: מועצה אזורית מגידו‎) (transliterado: Moatza Azorit Meguidó) es un concejo regional que se encuentra en el norte de Israel, y que incluye tierras del altiplano de Menasés, y parte de la valle de Jezreel. El consejo está delimitado por la ciudad de Yokneam al norte y la cordillera del monte Carmelo al este, y reúne a unas 9600 personas, repartidas en 9 kibutzim y 4 moshavim que están ubicados en su territorio municipal.
El concejo lleva el nombre de la antigua ciudad de Megido (pronunciado en hebreo Meguidó), actualmente un yacimiento arqueológico, cuyos restos se encuentran en las cercanías del kibutz homónimo, dentro del dominio del concejo.
El jefe del cocsejo regional es Gil Lin, elegido en 2024.

## Lista de asentamientos

### Asentamiento comunitario
- Ein HaEmek

### Kibutzim
- Dalia
- Ein Hashofet
- Galed
- Giuvat Oz
- Hazorea
- Meguido
- Mishmar HaEmek
- Ramat Hashofet
- Ramat Menashé

### Moshava
- Yokneam (moshava)

### Moshavim
- Eliakim
- Midrakh Oz